# هوانغشي
هوانغشي (بالصينية: 黄石市)‏ هي مدينة على مستوى محافظة، في جمهورية الصين الشعبية، تتبع خوبي، تبلغ مساحتها 4,583 كيلومتر مربع، رمزها البريدي هو 435000.

## التقسيمات الإدارية
- Huangshigang, Huangshi [الإنجليزية]‏
- Xisaishan, Huangshi [الإنجليزية]‏
- Xialu, Huangshi [الإنجليزية]‏
- Tieshan, Huangshi [الإنجليزية]‏
- Yangxin County, Hubei [الإنجليزية]‏
- دايي  [لغات أخرى]‏.

## أعلام
- تشينغ في
- كيه تشاو
- كيه هوا